# Claire Croiza
Claire Croiza (Parigi, 14 settembre 1882 – Parigi, 27 maggio 1946) è stata un mezzosoprano francese. Paul Valéry descrisse la sua voce come "la più sensibile della nostra generazione".

## Biografia
Nata a Parigi da padre statunitense e madre italiana, cominciò a studiare canto e pianoforte dall'infanzia, perfezionandosi poi con Jean de Reszke. Fece il suo debutto a Nancy nel 1905 nella Messaline di Isidore de Lara e nel 1906 fece il suo esordio a La Monnaie come Dalila. Tornò a Bruxelles nei ruoli di Didone, Clitennestra, Carmen, Erda, Léonor, Charlotte e Penelope.
Fu nel ruolo di Dalila che fece il suo debutto all'Opéra national de Paris nel 1908. Nel 1910 fu Alays nella prima mondiale di La Dorise di Cesare Galeotti ed Eros nella prima rappresentazione dell'Éros vainqueur di Pierre de Bréville. Nel 1919 cantò nel primo allestimento di La Damoiselle élue al Théâtre du Vaudeville.
Dagli anni 1910 cominciò a dedicarsi prevalentemente ai recital, diventando un'acclamata interprete di canzoni d'arte francesi, con un vasto repertorio che includeva composizioni di Debussy (Le Lilas, Sérénade), Ravel (Shéhérazade), Caplet (Détresse, Le Vieux Coffret, Ballades françaises, Hymne à la naissance du matin), Poulenc, Roussel (Le Bachelier de Salamanque, Ciel, air et vent, Réponse d'une épouse sage, Jazz dans la nuit), Darius Milhaud (Les Choéphores) e Arthur Honegger (Six poèmes de Cocteau, Chanson). Non abbandonò comunque il mondo dell'opera e nel 1926 fu l'eponima protagonista ne La tisseuse d'orties di Gustave Doret all'Opéra-Comique.
Dal 1922 insegnò canto all'École Normale de Musique de Paris e dal 1934 al Conservatoire de Paris. Annoverò tra i suoi studenti Gérard Souzay.